# Övre Bosvedjan
Övre Bosvedjan är en stadsdel i norra Sundsvall, som omfattar av villa- och radhusbebyggelsen norr om Bågevägen. Bebyggelsen i området tillkom under 1970- och 1980-talet.
Söder om Bågevägen ligger Bosvedjan som starkt skiljer sig från Övre Bosvedjan genom att det till största delen består av flerbostadshus med bostadsrätter.